# Генеральщино
Генеральщино — село в Лопатинском районе Пензенской области России. Входит в состав Лопатинского сельсовета.

## География
Село находится в юго-восточной части Пензенской области, в пределах Приволжской возвышенности, в лесостепной зоне, на берегах реки Вершаут, на расстоянии примерно 8 километров (по прямой) к юго-востоку от села Лопатина, административного центра района. Абсолютная высота — 184 метра над уровнем моря.

### Климат
Климат характеризуется как умеренно континентальный, с тёплым летом и умеренно холодной зимой. Средняя температура воздуха самого холодного месяца (января) составляет −13,2 °C; самого тёплого месяца (июля) — 20 °C. Продолжительность периодов с температурой выше 0 °C — 208 дней, выше 5 °C — 170 дней, выше 10 °C — 136 дней. Годовое количество атмосферных осадков — 420—470 мм, из которых большая часть выпадает в тёплый период. Снежный покров держится в течение 131 дня.

### Часовой пояс
Село Генеральщино, как и вся Пензенская область, находится в часовой зоне МСК (московское время). Смещение применяемого времени относительно UTC составляет +3:00.

## История
Поселено графом Головкиным как д. Вершаут. До 1718 г. имение купил генерал-майор Гавриил Семенович Кропотов (отсюда Генеральщино). С 1780 г. — селение Петровского уезда Саратовской губернии. В 1795 г. — село Архангельское, Вершаут и Генеральщина тож, вотчина полковника Дмитрия, ротмистра Павла Петровичей Озеровых, у них 458 ревизских душ. По данным Военно-ученого архива Генштаба в с. Архангельском, Вершаут и Генеральщина тож («владение полковника Дмитрия, лейб-гвардии Конного полку ротмистра Павла Петровых детей Озеровых»), 120 дворов, 457 ревизских душ. Перед отменой крепостного права показано вместе с д. Липовец за помещиком Кошелевым, у него 516 ревизских душ крестьян, 22 р.д. дворовых людей, 220 тягол (барщина), у крестьян 125 дворов на 80,33 десятины усадебной земли, 1790 дес. пашни, 150,67 дес. сенокоса, 66,67 дес. выгона, у помещика 2174 дес. удобной земли, в том числе леса и кустарника 401,67 дес., сверх того 256,67 дес. неудобной земли. В 1877 г. — волостной центр Петровского уезда, 174 двора, церковь, 3 ветряные мельницы. В 1902 г. работала земско-общественная (на средства земства и крестьянского общества) школа, 47 мальчиков, 18 девочек, учитель, законоучитель; 1902 г. окончивших курс обучения не было. В 1914 г. — 209 дворов, церковь, земская школа.
В 1921 году — в составе Лопатинской волости Петровского уезда, 210 дворов. С 1928 года село являлось центром сельсовета Лопатинского района Вольского округа Нижне-Волжского края (с 1939 года — в составе Пензенской области). В 1955 г. — в составе Сойминского сельсовета, в 5 км от него, центральная усадьба колхоза «Сталинский путь». В 1980-е гг. — центральная усадьба колхоза «Родина». В 1990-е годы — в составе Лопатинского сельсовета.

## Население
| 1780  | 1795  | 1859  | 1877 | 1897  | 1902  | 1911  |
| ----- | ----- | ----- | ---- | ----- | ----- | ----- |
| 800   | ↗914  | ↗1064 | ↘879 | ↗1050 | ↗1445 | ↘1348 |
| 1914  | 1921  | 1926  | 1939 | 1959  | 1979  | 1989  |
| ↘1230 | ↘1226 | ↘1199 | ↘328 | ↘321  | ↘275  | ↗359  |
| 1996  | 2002  | 2010  |      |       |       |       |
| ↗418  | ↘410  | ↘348  |      |       |       |       |

### Национальный состав
Согласно результатам переписи 2002 года, в национальной структуре населения русские составляли 95 %.

## Инфраструктура
В селе имеются школа (филиал МБОУ Средняя общеобразовательная школа с. Дубровское), дом культуры, фельдшерско-акушерский пункт, отделение почтовой связи.

## Известные люди
Генеральщино — родина Героя Советского Союза, младшего лейтенанта, командира взвода связи Алексея Филипповича Рыбакова (1910—1945), отличившего в боях при форсировании Днепра и удержании плацдарма.